# 埃兴 (兰茨胡特县)
埃兴（德語：Eching，發音：[ˈɛçɪŋ]）是德国巴伐利亚州下巴伐利亚行政区兰茨胡特县的市镇，面积30.14平方千米，人口为人。